# 大奧 (2006年電影)
《大奧》，2006年的日本電影，由東映株式會社製作，仲間由紀惠主演。故事主要以江戶時代德川幕府第7代將軍德川家繼時發生的繪島生島事件為題材改編，描寫大奧內愛憎交錯的世界。

## 簡介
此片被視為2003年起播出的電視劇《大奧》的完結篇，並以電視劇的原班人馬製作，曾參演電視劇大奧的演員如松下由樹、西島秀俊、高島禮子、淺野優子、北村一輝等均再次演出。另外富士電視台的主播包括阿部知代、遠藤玲子、平井理央等28局共31人亦參與拍攝。
電影除了有華麗的和服外，亦在滋賀縣琵琶湖西岸，以耗資1億日元搭建江戶時代街景，並有一場街景火災戲。另外，富士電視台也特別製作《大奧》電影的電視劇特別篇──「另一個故事」（2006年12月29日首播），由深田恭子主演，故事設定在電影發生的3年前──將軍德川家宣的統治時期，作為電影版前傳。這些都成為電影的宣傳話題。

## 劇情概要
時值德川幕府第7代將軍德川家繼的治世。統御天下的將軍是位年僅5歲的幼君，朝堂上由側用人間部詮房輔政。間部詮房大權在握，使老中筆頭秋元旦馬守喬知非常不滿。
大奧之內，月光院（原名阿喜世）因著將軍生母的身份得享殊遇，並使忠心的隨待女官繪島擔任大奧總取締的要職。前代將軍御台所天英院(原名近衛熙子)對月光院恨之入骨：出身低微的月光院如今地位在她之上，而且有傳月光院和間部詮房有曖昧關係。為此，天英院與同樣仇視月光院的蓮淨院（原名阿須免）、法心院（原名阿古牟）、瀧川等，聯合秋元喬知設計了一個陰謀：由天英院的隨待女官宮路出面，收買歌舞伎藝人──「山村座」劇場的台柱生島新五郎，要他誘使繪島失身，借此以要脅繪島供出月光院和間部詮房私通的罪證。
繪島與生島新五郎幾次相遇之際，她已經知道這可能是天英院方面的陷阱。只是生島的出現勾起繪島對戀愛的憧憬，加上目睹月光院對間部詮房的苦戀，繪島的立場漸漸動搖。之後，繪島代表月光院前往增上寺參拜後，再一次到山村座觀賞歌舞伎。宮路按照計劃，在山村座的後臺引起火災。混亂之際，生島拉著繪島逃離眾人視線，兩人在煙花下深深擁吻……
一夜繾綣後，繪島為了有恩於她的月光院，仍舊回到大奧的高牆之內。一切如先前設計好陰謀般，繪島和生島的關係東窗事發。然而出乎天英院一派意料之外，不但繪島不肯出賣月光院，生島也因為愛上了繪島，寧可遭受毒打和死刑，也不願意說出他和繪島私通。反而月光院為了避免間部詮房被牽連，在秋元喬知的逼問下犧牲繪島，讓她被判死刑。最後由於年幼將軍的堅持，繪島才改判流放。
在流放隊伍出發前，月光院滿心愧疚地為繪島帶來了生島的遺物：一支生島曾經送給繪島的小風車。繪島反過來安慰月光院，她並不覺得自己不幸，因為她已經擁有了只有一夜卻值得一生回憶的愛情。

## 主要角色
| 演員         | 角色           | 簡介                                                       |
| 仲間由紀惠   | 繪島           | 大奧總取締（御年寄），與月光院是親密的主僕關係             |
| 西島秀俊     | 生島新五郎     | 歌舞伎藝人，「山村座」劇場的台柱                           |
| 井川遙       | 月光院         | 第6代將軍德川家宣側室，第7代將軍生母                       |
| 及川光博     | 間部詮房       | 曾經是能劇藝人，之後成為輔政的將軍側用人，與月光院關係密切 |
| 杉田薰       | 宮路           | 大奧御中臈，天英院親信                                     |
| 中山忍       | 藤川           | 部屋方，繪島親信                                           |
| 鷲尾真知子   | 葛岡           | 大奧女中                                                   |
| 山口香緒里   | 吉野           | 大奧女中                                                   |
| 久保田磨希   | 浦尾           | 大奧女中                                                   |
| 木村多江     | 法心院         | 第6代將軍德川家宣側室，天英院派                            |
| 麻生祐未     | 小萩           | 大奧女中，繪島親信，天英院企圖收買不遂                     |
| 松下由樹     | 蓮淨院         | 第6代將軍德川家宣側室，天英院派                            |
| 淺野優子     | 瀧川           | 前任大奧總取締，現任上臈御年寄，天英院派                   |
| 高島禮子     | 天英院         | 第6代將軍德川家宣正室，仇恨月光院                          |
| 柳葉敏郎     | 仙石久尚       | 丹後守（特別出演）                                         |
| 岸谷五朗     | 秋元喬知       | 老中，天英院派（友情出演）                                 |
| 藤田真       | 奈良屋善右衛門 | 吳服商人（特別出演）                                       |
| 江波杏子     | 菊緒           | 大奧女中（友情出演）                                       |
| 北村一輝     | 金子長十郎     | 歌舞伎藝人，「山村座」劇場的台柱                           |
| 谷原章介     | 懷月堂安度     | 浮世繪畫師                                                 |
| 竹中直人     | 浪人           | -                                                          |
| 平泉成       | 山村長太夫     | 山村座座元                                                 |
| 本田博太郎   | 新井白石       | 儒學家、輔政大臣                                           |
| 原田龍二     | 坪内定鑑       | 能登守                                                     |
| 火野正平     | 奧山交竹院     | 大奧御用醫師                                               |
| 田口浩正     | 岡本平右衛門   | 繪島僕人                                                   |
| 小倉久寬     | 役人           | -                                                          |
| 星野真里     | 部屋方         | 蓮淨院侍女                                                 |
| 山田明郷     | 快意           | 僧侶                                                       |
| かとうあつき | 御坊主         | -                                                          |
| 小松みゆき   | 松ヶ枝         | 中臈，繪島侍女                                             |
| 岩倉沙織     | 櫻井岩倉       | 中臈，月光院侍女                                           |
| 澀谷武尊     | 德川家繼       | 第7代將軍，年僅5歲                                         |

## 主題曲
- 倖田來未《命運》